# ドリーマーズ
『ドリーマーズ』（The Dreamers）は、2003年のイギリス、フランス、イタリア合作の青春映画。監督はベルナルド・ベルトルッチ。出演はマイケル・ピットとエヴァ・グリーンなど。英国スコットランドの作家ギルバート・アデアの同名小説を原作とする。
2003年9月1日に第60回ヴェネツィア国際映画祭でプレミア上映。ロンドン映画祭やサンダンス映画祭などでも上映された。
日本では2004年7月31日に日本ヘラルド映画配給により公開された。
キャッチコピーは「1968年、パリと愛し合った…。」である。

## ストーリー
1968年、五月革命前夜のパリ。アメリカ人留学生マシューは、映画フリークのデモで毛沢東主義に傾倒する左翼活動家の双子の姉弟イザベルとテオに出会う。イザベルとテオの両親が旅行で留守にしている間、3人は同居することになり、親密になっていく。

## キャスト
※括弧内は日本語吹替。
- マシュー: マイケル・ピット（竹若拓磨）
- イザベル: エヴァ・グリーン（宮島依里）
- テオ: ルイ・ガレル（加瀬康之）
- イザベルとテオの父親: ロバン・ヌルーチ（フランス語版）（小室正幸） - 詩人。
- イザベルとテオの母親: アンナ・チャンセラー（英語版）沢田敏子） - イギリス人。
- ジャン＝ピエール・カルフォン: ジャン＝ピエール・カルフォン
- ジャン＝ピエール・レオ: 本人

その他の日本語吹替
佐々木敏、辻親八、望月健一、浅井晴美、根津貴行
日本語版制作スタッフ
演出：安江誠、翻訳：石渡恵理子、制作：グロービジョン

## スタッフ
- 監督：ベルナルド・ベルトルッチ
- 製作：ジェレミー・トーマス
- 原作：ギルバート・アデア（英語版）
- 脚本：ギルバート・アデア
- 撮影：ファビオ・チャンチェッティ（イタリア語版）

## 各国のレイティング
性描写のシーンが激しいため、公開されたほとんどの国でレイティングによりR-15以上の指定となっている。
ハンガリー、アイルランド、イスラエル、日本、ニュージーランド、ペルー、南アフリカ共和国、大韓民国、スペイン、台湾、イギリスではR-18指定となっている。

## その他
冒頭のデモ衝突の場面でジャン＝ピエール・レオーが出演するが、実際に彼は当時運動に参加していた中心的な人物の一人である。本作ではその当時の記録映像に映し出される若きレオーと、映画内で若き日の自分を演じるレオーの姿が交互に映し出されるという高度なパロディが展開されている。